# Rosetta (banda)
Rosetta es una banda de post-metal originaria de Filadelfia, Pensilvania. Rosetta incorpora en su música elementos de géneros como el post-hardcore, shoegaze, drone, post-rock,  avantgarde, y ambient. Entre sus influencias encontramos a Neurosis, Isis, My Bloody Valentine, Frodus, o Stars of the Lid. El grupo se describe a sí mismo en tono humorístico como "metal para astronautas", ya que sus miembros profesan un gran interés por la astronomía y los viajes espaciales. A pesar de que la banda sea catalogada como post-metal, los miembros de Rosetta han expresado repetidas veces su frustración y rechazo al término.

## Biografía
Los miembros de Rosetta ya se conocían desde el instituto. Ya habían tocado en varias bandas cuando hicieron la decisión de última hora de tocar un concierto el 20 de agosto de 2003, después de tres sesiones de ensayo, y en el que improvisaron toda la actuación. Después de esto, compusieron más canciones, dieron otros conciertos y finalmente grabaron una maqueta de cuatro canciones, la cual llamó la atención de la discográfica Translation Loss Records.
Su primer álbum, The Galilean Satellites, contiene dos discos de una hora de duración (uno de música más cercana al metal, otro de música ambiente) que se sincronizan al ser reproducidos simultáneamente. Aunque primeramente se concibiera como un disco en el que se intercalaban canciones metal con canciones ambiente, el grupo tenía suficiente material para llenar dos discos.
El segundo lanzamiento del grupo, Project Mercury, un álbum split con Balboa, fue publicado el 24 de abril de 2007. Tras una gira en Estados Unidos en julio, salió el 2 de octubre el segundo álbum del grupo, titulado Wake/Lift a través de Translation Loss. El lanzamiento de Wake/Lift fue acompañado de una gira más selecta en Estados Unidos y en 2008 una gira en Australia.
En 2009, el grupo publicó un split en vinilo con dos grupos más: Year of No Light y East of the Wall. Una canción del EP, "Homesick" (una versión de la canción de The Cure) se puede escuchar en el Myspace de la banda. En junio de ese año llevaron a cabo una gira en Europa.
El tercer álbum de Rosetta A Determinism of Morality, fue publicado el 25 de mayo de 2010, con gran ovación de la crítica, y fue seguido por la primera gira completa a Estados Unidos de la banda en tres años. En octubre, Rosetta publicó un split con Restorations, banda proveniente de Filadelfia, a través de Cavity Records, el cual contiene una canción grabada en diciembre de 2007 y no publicada hasta entonces.

## Etimología
El nombre de la banda no proviene de la Piedra de Rosetta, sino de la significación de feminidad y belleza.
Además es, casualmente, el nombre de una nebulosa en la constelación de Monoceros, de una sonda espacial, y de un tipo de órbita.

## Discografía
- Demo (Publicado independientemente, 2003–2004)
- The Galilean Satellites (Translation Loss, 2005)
- Project Mercury con Balboa (Level Plane Records, 2007)
- Wake/Lift (Translation Loss, 2007)
- The Cleansing Undertones of Wake/Lift (Translation Loss, 2007)
- Split con Year of No Light and East of the Wall (Translation Loss, 2009)
- A Determinism of Morality (Translation Loss, 2010)
- Split con Restorations (Cavity Records, 2010)
- Split con Junius (Translation Loss Records / The Mylene Sheath, 2011)
- The Anaesthete (2013)
- Quintessential Ephemera (2015)
- Utopioid (2017)

## Miembros
- Michael Armine – Efectos, voz
- David Grossman – bajo, voz
- Bruce McMurtrie Jr. – batería
- J. Matthew Weed – guitarra, violín